# 日本香巴拉化計畫
日本香巴拉化計畫（日语：日本シャンバラ化計画），或譯為理想国計劃，是奧姆真理教所設想的，在利用恐怖攻擊顛覆國家、奪取日本統治權之後所要建立的政教合一專制国家藍圖。
日本公安調查廳將此計畫書作為奧姆真理教為恐怖組織的罪證。

## 国家統治理想計劃

### 自立為王
以「濕婆神的化身」、「大宇宙聖法的具現者」麻原彰晃為「神聖法皇」，掌握一切大權的政教合一君主專制国家。
原有的天皇及皇室將被罷黜，賜姓「葛城氏」之類的姓氏，成為「民人」，而以麻原家族取而代之為新的皇族，麻原在被捕前已經稱呼自己的兩個兒子為「皇子」。

### 變更國號
「日本」這個国名與原有的天皇制有密切的聯繫，不適用於新的奧姆國家。
新國號的方案非常多，最為人熟知的有：
- 奧姆国
- 真理国
- 神聖真理国
- 太陽寂静国

### 廢除民主
麻原認為，議會制是以「國民有不同意見」為前提而設立的，君權神授的奧姆國家，實施基於「大宇宙的聖法」的神權政治，不需要民主、投票甚麼的，所以不需要議會來表決事項，有神聖法皇獨裁就夠了。
為建立「一億總奧姆」的奧姆国家，將制定以下的新法令，如法律與神聖法皇諭旨抵觸時，以諭旨為準：
- 神聖法皇位承繼法
- 太陽寂静国刑律（刑法）
- 教育法
- 税法
- 政府組織法
- 国籍法
- 警察法
- 檢閱法
- 軍事法
- 徵兵法

### 創設種姓
奧姆国家有種姓制度，創設新的特權階級「僧籍人」。「僧籍人」必須是奧姆真理教的信徒，非信徒則為低一級的「民籍人」，必須負擔許多義務。

### 遷都富士
新國家將在富士山山麓建設取代東京的新首都，名稱有「富士神都」、「富士法都」、「賢聖都」等方案。並將建築供「神聖法皇」居住的「法皇居」。